# Solche
Solche ist eine Band aus dem sächsischen Chemnitz.
Die Band wird der Rockmusik zugerechnet, wobei sich diese Zuordnung vor allem auf die Dynamik und die klassischen Arrangements der Songs bezieht. Die komplexen, deutschsprachigen Texte der Band haben einen philosophischen Anspruch. Das zeigt sich an vielen intertextuellen Bezügen zu Literatur, Politik, Geschichte und Philosophie, was die Band in die Nähe des Singer-Songwriter-Genres rückt.
Die Band ist bekannt für außergewöhnliche Auftrittsorte. So fand das erste Album-Release in einer Straßenbahn statt. Die Spannweite der Konzerte reicht vom Warnstreik der IG Metall bis zum Rotary Club, von Hamburg bis nach Wladiwostok. Durch Tourneen nach Litauen, Belarus, Tschechien, Rumänien, Schweiz und Russland wirkt die Band am internationalen Kulturaustausch mit. Das 100. Konzert der Band fand in zwei verschiedenen Klubs statt, wobei der jeweils andere Musiker per Videoprojektion zugeschaltet wurde und so ein Live-Konzert an zwei verschiedenen Orten stattfand.

## Geschichte
Die Band hatte das erste Konzert am 1. Oktober 2005 in Chemnitz. Ein halbes Jahr später hatte das Buch „So Schicht“ Premiere. Im Mai 2007 folgte eine Tournee durch Russland und Belarus und im Oktober des Jahres hatte das Konzeptalbum „Bild dir eine Ausstellung“ Premiere. Die Songs dieses Albums sind von einer bestimmten Bildzeitung (vom 5. März 2004) inspiriert. Ein Exemplar der Zeitung liegt dem Album bei. Im Februar 2008 erschien das Live-Album „Solche mittendrin“, welches im Chemnitzer Kino mittendrin aufgenommen wurde. Nach weiteren Tourneen durch Russland und Tschechien erschien im Dezember 2008 das gesellschaftskritische Konzeptalbum „68“, welches von der Band selbst als „metarevolutionär“ bezeichnet wurde. Im April 2009 folgte ein Hörbuch, welches in Anlehnung an Samuel Becketts Hörspiel „words and music“ den Namen „a little way through the trash“ trägt und in Zusammenarbeit mit dem Die-Art-Sänger und Multikünstler Holger „Makarios“ Oley entstand. Seit Dezember 2014 bestreitet die Band ihre Konzerte zu dritt. Dokumentiert wird die instrumentelle Erweiterung auf dem Album "mittendrin III", welche in einem Tonstudio inmitten eines kleinen Publikums aufgezeichnet wurde. 2015 trennten sich die Wege von Solche und Schlagzeuger Andreas Neubert nach der Aufnahme des Albums mittendrin III. Mit Mario Krohn wurde Ersatz gefunden und nach ausgedehnten Touren durch Belarus in 2018 und 2019 erschien nach langen Arbeiten 2021 das Doppel-Album "Von Schöpfen und Sümpfen" mit 26 Songs. Nach einer kurzen Promo-EP, die die mittendrin-Reihe um "mittendrin V" ergänzt, erhielt die Band eine Förderzusage von der Initiative Musik für die Förderung des nächsten Albums "Raus aus dem Schatten". Das Thema "Gesellschaft" wurde auf diesem Album direkt umgesetzt, so dass es neben dem Album "Raus aus dem Schatten" ein Album "Raus aus dem Schatten+" gibt, bei dem viele Gastmusiker und Gastmusikerinnen die Musik der Band unterstützen. Im April 2023 trat die Band im Rahmen einer Litauen-Tournee in Vilnius vor dem deutschen Botschafter Matthias Sonn und im Thomas-Mann-Kulturzentrum in Nida (Litauen) auf.

## Diskografie
- Demonstrationen (2005; Solche Musique i. G.), Promo-EP
- Bild dir eine Ausstellung (2007; Solche Musique i. G.), Konzeptalbum zum Thema Gesellschaft und Kommunikation
- Solche mittendrin (2008; Solche Musique i. G.), Livealbum
- 68 (2008; Solche Musique i.G), Konzeptalbum zum Thema Gesellschaft und Veränderung
- A little way through the trash (2009; Solche Musique i. G.), Hörbuch
- mittendrin III (2015; Solche Musique i. G.), Livealbum
- Von Schöpfen und Sümpfen, (2021; Solche Musique i. G.), Doppel-Album zum Thema Innen und Außen
- Mittendrin V, (2022; Solche Musique  i. G.), Promo-EP
- Raus aus dem Schatten, (2022; Solche Musique i.G.), Debüt-Album
- Raus aus dem Schatten+, (2022; Solche Musique i.G.), Debüt-Album mit Gastmusizierenden